# Přebor Středočeského kraje 2013/2014
Přebor Středočeského kraje (jednu ze skupin 5. fotbalové ligy) hrálo v sezóně 2013/2014 16 klubů. Vítězem se stalo mužstvo Sokol Ovčáry.

## Systém soutěže
Kluby se střetly v soutěži každý s každým dvoukolovým systémem podzim–jaro, hrály tedy 30 kol.

## Nové týmy v sezoně 2013/14
- Z Divize A sestoupilo mužstvo Sokol Nové Strašecí.
- Z Divize B sestoupila mužstva SK Union Čelákovice a Sokol Libiš.
- Z I. A třídy postoupila mužstva Sokol Vraný (vítěz skupiny A), MFK Dobříš (2. místo ve skupině A) a TJ Jíloviště (vítěz skupiny B).

## Výsledná tabulka
| Poř. | Tým                    | Z  | V  | R  | P  | VG | OG | B  |
| ---- | ---------------------- | -- | -- | -- | -- | -- | -- | -- |
| 1.   | Sokol Ovčáry           | 30 | 23 | 5  | 2  | 87 | 23 | 74 |
| 2.   | SK Benátky nad Jizerou | 30 | 23 | 1  | 6  | 91 | 34 | 70 |
| 3.   | Sokol Libiš            | 30 | 19 | 7  | 4  | 59 | 26 | 64 |
| 4.   | MFK Dobříš             | 30 | 15 | 7  | 8  | 69 | 43 | 52 |
| 5.   | Sokol Nové Strašecí    | 30 | 15 | 2  | 13 | 58 | 64 | 47 |
| 6.   | TJ Tatran Rakovník     | 30 | 12 | 10 | 8  | 57 | 53 | 46 |
| 7.   | Sokol Vraný            | 30 | 12 | 6  | 12 | 49 | 55 | 42 |
| 8.   | Český lev-Union Beroun | 30 | 12 | 6  | 12 | 47 | 58 | 42 |
| 9.   | SK Spartak Příbram     | 30 | 10 | 10 | 10 | 37 | 36 | 40 |
| 10.  | SK Polaban Nymburk     | 30 | 10 | 6  | 14 | 46 | 60 | 36 |
| 11.  | TJ Jíloviště           | 30 | 10 | 6  | 14 | 44 | 52 | 36 |
| 12.  | TJ Tatran Sedlčany     | 30 | 9  | 4  | 17 | 54 | 62 | 31 |
| 13.  | AFK Sokol Semice       | 30 | 7  | 8  | 15 | 44 | 76 | 29 |
| 14.  | Sokol Klecany          | 30 | 7  | 6  | 17 | 41 | 69 | 27 |
| 15.  | SK Union Čelákovice    | 30 | 5  | 4  | 21 | 44 | 76 | 19 |
| 16.  | FK Čáslav B            | 30 | 4  | 6  | 20 | 40 | 80 | 18 |

Poznámky:
- Z = Odehrané zápasy; V = Vítězství; R = Remízy; P = Prohry; VG = Vstřelené góly; OG = Obdržené góly; B = Body

|  | Postup do příslušné Divize (A, B nebo C) |
|  | Sestup do příslušné I. A třídy           |